# الطاقة في رواندا

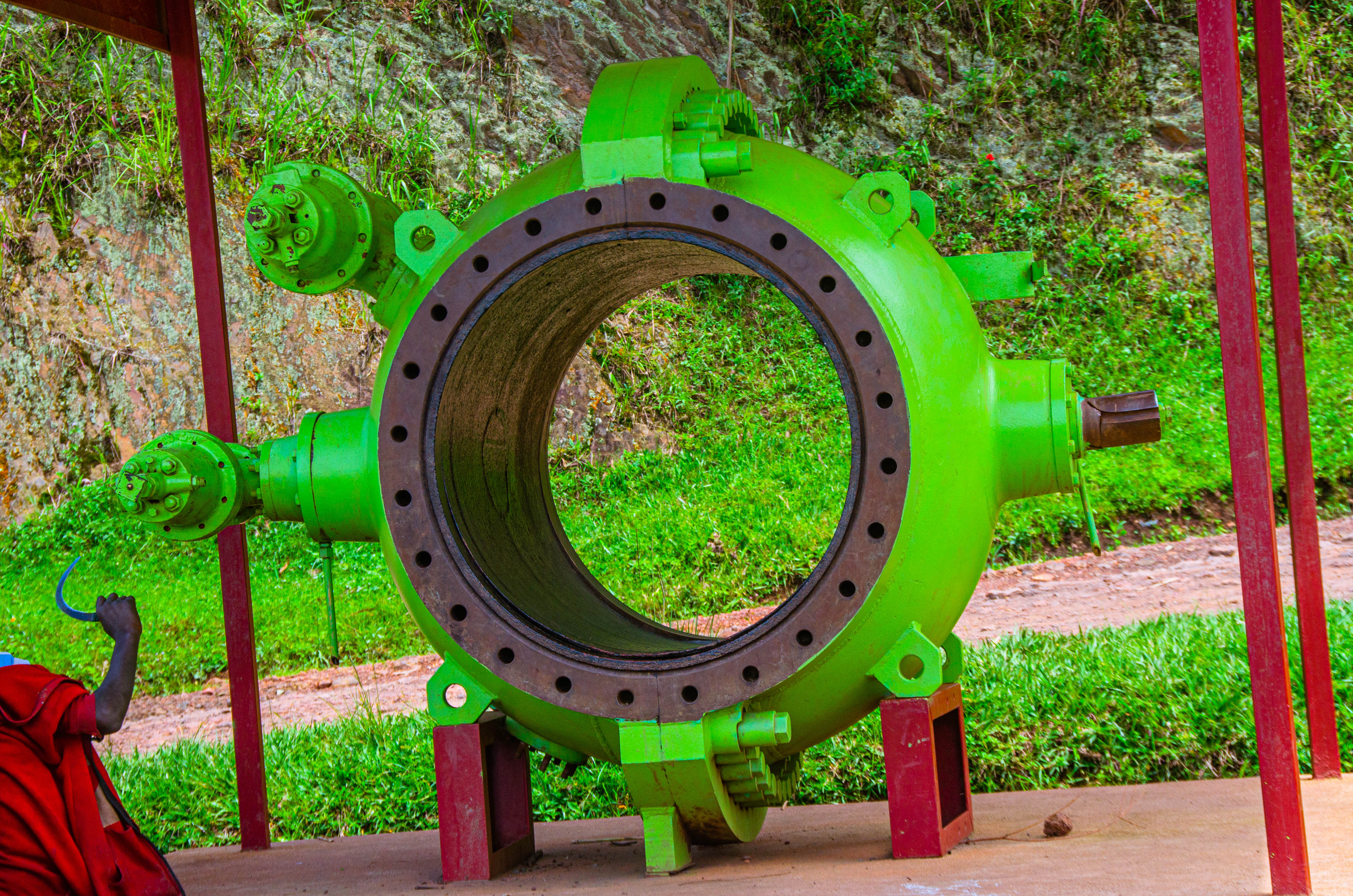
نصب تذكاري للكرمة

الطاقة في رواندا يشهد استخدام الطاقة في رواندا تغيرًا سريعًا في بداية القرن الحادي والعشرين.

## الكهرباء

### شبكة التوزيع
يمتد نطاق شبكة الكهرباء في جميع أنحاء البلاد، ويتركز بشكل رئيسي بالقرب من كيغالي. تستخدم معظم البلاد الحطب كمصدر للطاقة الرئيسي. تخطط رواندا للتوسع من إنتاج 221 ميجاوات من الطاقة الشبكية عام 2018 إلى 556 ميجاوات في عام 2024 ويمكن أن تستورد بعض النقص من الدول المجاورة. بالإضافة إلى ذلك تقوم رواندا بتركيب وحدات شمسية صغيرة في جميع أنحاء البلاد لضمان توفير الكهرباء للمباني غير المتصلة بالشبكة الوطنية، أو للمساعدة في التعامل مع انقطاع التيار الكهربائي. تخطط الحكومة حاليًا للوصول بتغطية الكهرباء إلى 100٪ من السكان بحلول عام 2024 مقابل 49.6٪ في عام 2019.

### التوليد
بفضل البنية التحتية الكهربائية المحدودة تتمتع رواندا بدرجة عالية من استخدام الطاقة المتجددة. معظم الكهرباء في البلاد تأتي من الطاقة الكهرمائية. شكل الإنتاج الكهربائي 4 ٪ من استخدام الطاقة في البلاد في عام 2014.

### الطاقة الكهرومائية
حوالي 53 ٪ من الكهرباء المولدة تولد من الطاقة المائية. في نهاية عام 2018 زودت محطات الطاقة المتصلة بالشبكة في رواندا بما مجموعه 221.1 ميجاوات.

### محطات الغاز
مشروع كيف وات هو مشروع للطاقة لاستخراج الغاز الطبيعي المنحل في بحيرة كيفو، واستخدام الغاز المستخرج لتوليد الكهرباء.  في عام 2016 محطة توليد الكهرباء استطاعة إنتاج 25 ميجا وات، وهي قادرة على توفير ما يكفي من الطاقة لـ 45,000 شخص في رواندا. من المتوقع أن يضيف مشروع التوسعة المستمرة 26 ميجاوات من طاقة التوليد في مرحلته الأولى، وفي النهاية سيرتفع إلى 100 ميجاوات في السنوات القادمة.

### مقياس المنفعة الشمسية
أول مزرعة للطاقة الشمسية على نطاق المرافق في أفريقيا وجنوب الصحراء الكبرى خارج جنوب أفريقيا هي مصنع يقع في قرية أغاهوزو شالوم في منطقة رواماجانا التابعة للمقاطعة الشرقية لرواندا وتنتج 8.5 ميجاوات. واستأجر المصنع ما مجموعه 20 هكتارا من أرضي القرية الرواندية، وهي تتبع مؤسسة خيرية لإيواء وتعليم ضحايا الإبادة الجماعية الرواندية. يستخدم المصنع 28.360 لوح ضوئي وينتج 6٪ من إجمالي إمدادات الكهرباء للبلاد. تم بناء المشروع بتمويل وخبرات من الولايات المتحدة الأمريكية وإسرائيل وهولندا والنرويج وفنلندا وبريطانيا.

### مقياس الطاقة الشمسية
ازداد استخدام الطاقة الشمسية خارج الشبكة مع انخفاض أسعار الألواح الشمسية، ولا تتوقع دخول العديد من المناطق في شبكة التوزيع الرئيسية في المستقبل القريب. تنتج الطاقة الشمسية أكثر من 2 ٪ من الكهرباء في البلاد. البلد في خضم التوسع السريع في شبكته الكهربائية، ويتم اقتراح العديد من المصانع الجديدة أو قيد الإنشاء.

### الكتلة الحيوية
تعتبر الكتلة الحيوية أهم مصدر للطاقة يستخدم من خلال الحطب والنفايات الزراعية لأغراض الطهي. في عام 2014 مثل هذا 85 ٪ من استخدام الطاقة في رواندا. الخث المجمع من المستنقعات في جنوب غرب رواندا يعمل على تشغيل محطتين كهربائيتين. طرحت أول محطة 15 ميجا واط في عام 2015 مع المحطة الثانية وتنتج 80 ميجا واط.

## الطاقات الأخرى
يمثل البترول وخاصة لأغراض النقل ما نسبته 11٪ من قوة رواندا في عام 2014. وعلى الرغم من أنه يعتقد أن هناك احتياطيات للنفط الخام والغاز الطبيعي في رواندا بالقرب من بحيرة كيفو، من عام 2014 لم يكن هناك إنتاج لهذه الموارد وتمت تلبية الطلب من خلال الواردات. سينقل خط أنابيب المنتجات الكيميائية بين كينيا وأوغندا ورواندا النفط بين هذه البلدان إذا تم بناؤه.